# Utcai művészet

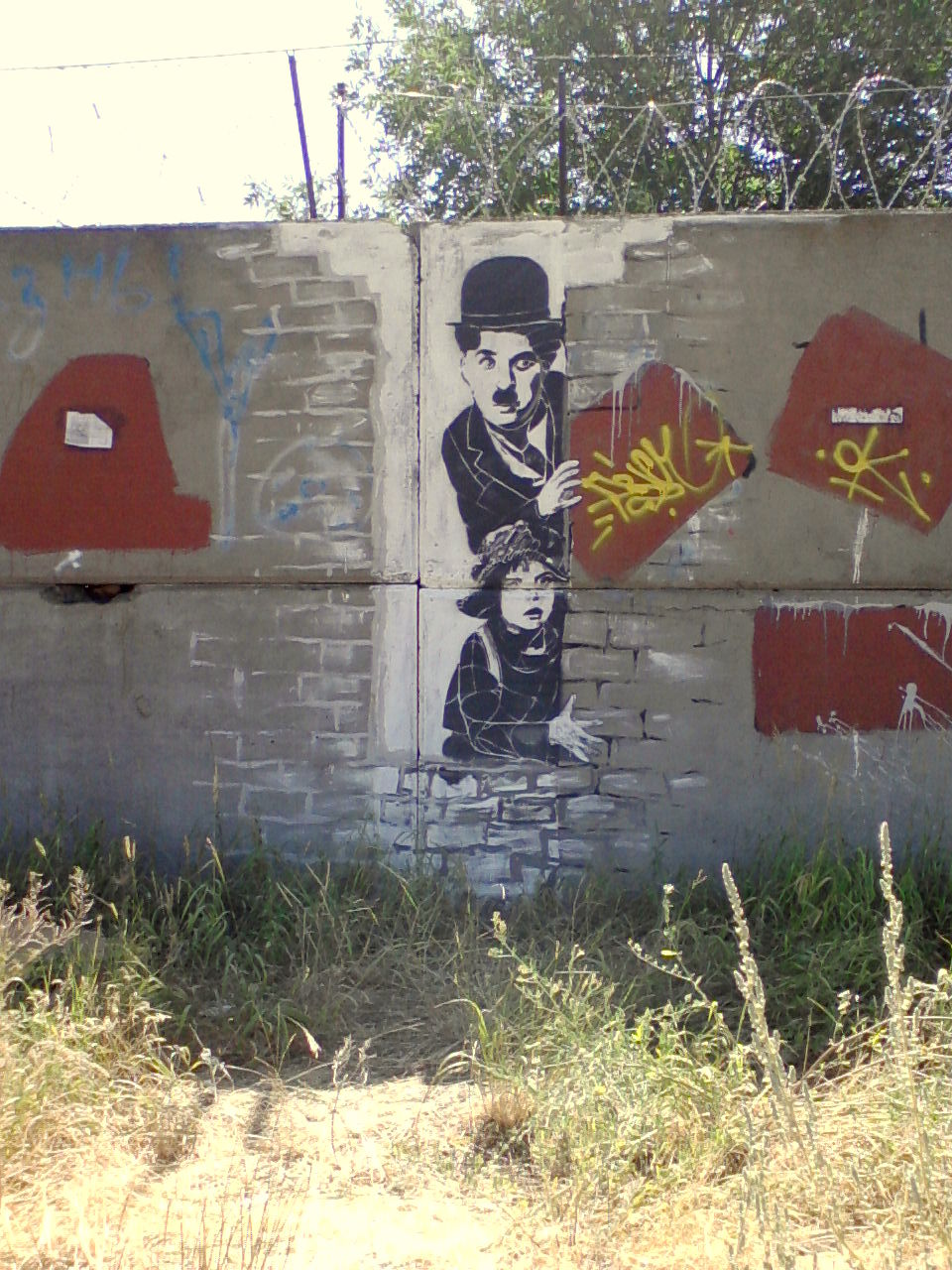
Chaplin és a Kölyök Volgográdban

Banksy meztelen férfit ábrázoló képe a bristoli nemibeteg-gondozó falán

Az utcai művészet vagy utcaművészet jellegzetesen városi képzőművészet.
Az 1990-es években terjedt el. Képzőművészeti értéke esetenként jelentős.
Az utcai művészet egyik ága a graffiti, de nem tévesztendő össze vele: utcaművészetnek számít ugyanis az egyedi (nem kereskedelmi célú) poszter, a különféle mintázatok, még domborművek, installációk is.
Ezek a képek a városi házfalakon, és egyéb felületeken jelennek meg. Alkotójuk általában ismert profi (nem úgy, mint a graffitinek); megrendelésre, de legalábbis engedélyezve, illetve hallgatólagosan eltűrve készülnek. Jellegzetességük továbbá a humor, az irónia, a könnyen érthető, intenzív mondanivaló. Az utcaművészet izgalmas, innovatív stíluságazat: „vizuális izgatószer”. Egy szép, szellemes falfestmény gyönyörködtet és elgondolkodtat, mellesleg öltözteti a csupasz falakat.
A művészeti ág egyik legismertebb képviselője a brit Banksy.

## Fajtái

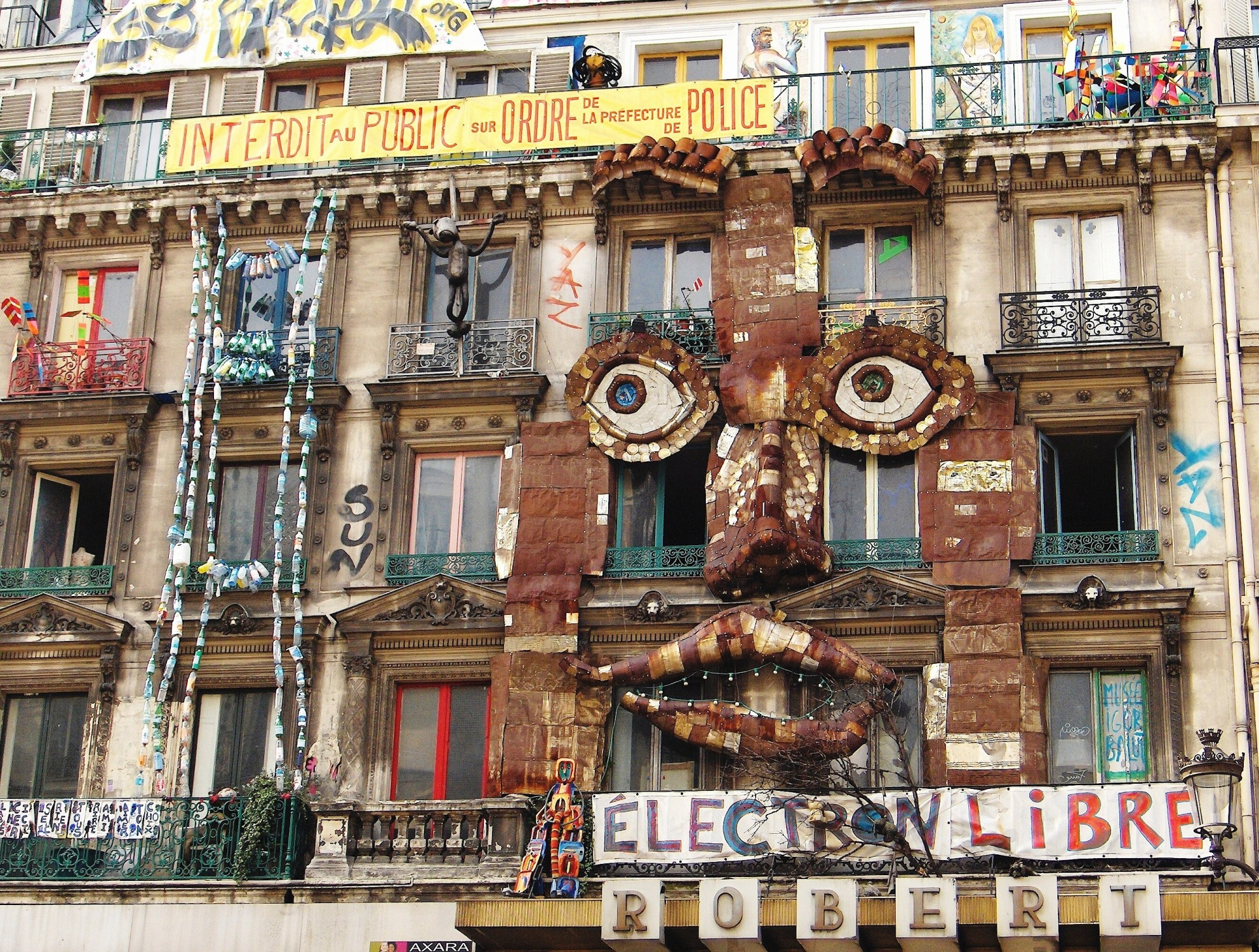
Párizs, Squat au 59 rue de Rivoli

- Stenciles festés
- Graffiti

|  |  |